# Stuttfloget
Stuttfloget (norwegisch für Kurze Wand) ist ein steiles Felsenkliff im ostantarktischen Königin-Maud-Land. Im Mühlig-Hofmann-Gebirge ragt es am südwestlichen Ende des Grytøyrfjellet auf.
Norwegische Kartographen gaben dem Kliff seinen Namen und kartierten es anhand von Vermessungen und Luftaufnahmen der Dritten Norwegischen Antarktisexpedition (1956–1960).